# 皇城 (马来西亚)
皇城（英語：Royal City）是马来西亚继苏丹统治的国家的首都城市或城市之后第二重要的城市。通常，皇城是苏丹或国王官邸所在的地区，而皇城也就是皇家首都的地区并不是被选为州首府也就是州首都的地区。殖民时期使用的首都一词表示成为国家首都的地区是政府的行政中心，通常统治国王的宫殿建在首都，例如在伦敦和欧洲其他君主制国家。这样做是为了方便行政事务。但在马来亚，由于地理和经济的原因，英国人不得不在一些州属的其他地方建立行政中心，这些地方有时远离官方宫殿。 例如，在霹雳州，霹雳苏丹居住在瓜拉江沙，但怡保被定为州首府，因为怡保因许多矿场的开放而成为发展最快的地区，为移民创造了就业和经济机会。 然后怡保被选为州首府，瓜拉江沙被任命为皇城。 其他州的情况也是如此，情况几乎相同。
 一般来说，只有少数州属有皇城，即玻璃市、霹雳、雪兰莪、森美兰和彭亨，然而吉打州也有皇城也就是安南武吉，但位于哥打士打区也就是州首府亚罗士打。除了吉打州外，所有五个州属的皇城都位于各自州首府以外的地区，有时距离州首府本身很远。不过，这五个州的五位苏丹都或国王在各自州首府设有宫殿，以方便州政府行政。此外，麻坡县的香妃城也被苏丹依布拉欣陛下宣布为皇城，尽管没有传言说苏丹陛下将永久居住在麻坡。 即便如此，香妃城仍被视为皇城，但与之前提到的五个州相比具有不同的格式。
通常踏足任何一座皇城，都一定能够看到一个标志，表示这座城市是一座皇城。生日庆典、公告、国宾接待、首席部长的任命以及涉及国王或苏丹的各种仪式等正式仪式都在王城举行，因为在位苏丹的官方宫殿就在王城内。

## 马来西亚拥有皇城的州属列表
| 州属   | 县         | 备注  |
| 柔佛   | 麻坡       | [ 2 ] |
| 玻璃市 | 亚娄       |       |
| 霹雳   | 瓜拉江沙   | [ 3 ] |
| 雪兰莪 | 巴生       | [ 4 ] |
| 森美兰 | 神安池     |       |
| 吉打   | 安南武吉   |       |
| 吉兰丹 | 古邦阁亮   |       |
| 彭亨   | 北根       |       |
| 登嘉楼 | 瓜拉登嘉楼 |       |